# Nicklas Helenius
Nicklas Helenius Jensen (født 8. maj 1991) er en dansk fodboldspiller, der frem til januar 2023 spillede for Silkeborg IF. 1. januar 2023 meddeltes det at han skifter tilbage til AaB. Efter opvæksten i AaB og gennembruddet i samme klub, har Helenius spillet i flere danske klubber samt engelske Aston Villa F.C. og tyske SC Paderborn 07. Han skiftede til AGF efter to sæsoner i OB.  Helenius er angriber, spilles ofte som 9'er.

## Karriere

### Tidlig karriere
Som ungdomsspiller i AaB blev han klubbens topscorer i U/19 Ligaen i sæsonen 2009-10 med 22 mål. I ligaen blev det kun overgået af Brent McGrath fra Brøndby IF, der scorede 29 mål.

### AaB (2010–2013)
Han fik debut for AaB i Superligaen den 16. maj 2010 mod HB Køge, hvor han i et 78. minut blev indskiftet i stedet for Mathias Wichmann. Nicklas Helenius scorede sit første mål for AaB mod AC Horsens den 12. september 2010. Han fik sit første store gennembrud på førsteholdet i AaB i oktober-november 2010, hvor han scorede fire mål på fire kampe i Superligaen samt et mål i Landspokalturneringen. Han scorede sit første hattrick i karrieren i kampen mod Silkeborg IF den 8. april 2012.

### Aston Villa F.C.
Den 18. juni 2013 offentliggjorde Premier League-klubben Aston Villa købet af Nicklas Helenius, som tog skiftet til Birmingham-klubben på en tre-årig kontrakt. Helenius blev kendt, da han fik sine shorts trukket ned af Tottenham Hotspur-forsvarer Jan Vertonghen, og det blev afsløret, at han var iført stramme hvide herre trusser.

#### AaB (leje)
I sommeren 2014 kom Helenius tilbage til AaB på lån fra Aston Villa.

### AaB (2015–2016)
Den 3. juli 2015 fik han ophævet sin kontrakt med Aston Villa, og vendte herefter tilbage til AaB på en permanent kontrakt.

#### SC Paderborn 07 (leje)
Den 1. februar 2016 blev det offentliggjort, at Helenius skiftede til SC Paderborn 07 i 2. Bundesliga på en lejeaftale fra AaB, der ifølge TV2/Nords oplysninger, hvis oplysninger stammede fra det tyske medie Neue Westfälische, skulle løbe frem til sommeren 2016.

#### Silkeborg IF (leje)
Efter lejeopholdet i den tyske klub skiftede han 10. august 2016 til Silkeborg IF, ligeledes på en lejeaftale gældende for resten af 2016-17-sæsonen. Han fik sin debut i Superligaen tre dage senere, da han startede inde og spillede alle 90 minutter i 3-3-kampen ude mod AC Horsens.

### OB
I januar 2017 indgik Helenius en aftale med OB om at skifte til denne klub efter sæsonens afslutning i sommeren 2017.

### AGF
Efter to sæsoner i den fynske klub fortsatte Helenius karrieren i AGF i sommeren 2019, hvor han skrev under på en treårig kontrakt.

### Silkeborg IF
Efter en sæson i AGF skiftede Helenius for anden gang til Silkeborg IF fra 14. december 2020. Efter at have været med til at føre Silkeborg tilbage i Superligaen, blev han i sæsonen 2021/22 topscorer i Superligaen med 17 mål samtidig med at klubben sensationelt vandt bronze. Bl.a. scorede Helenius undervejs hattrick i en udesejr over hans gamle klub AaB.

## Landsholdskarriere
Han blev udtaget til Danmarks U/19-landshold i januar 2010, men måtte rejse hjem pga. en skade. Året efter, i januar 2011, blev han udtaget til Danmarks U/21-landsholds træningstur til Dubai. Han fik debut for U/21-landsholdet d. 20. januar 2011 i en træningskamp mod Kina. Dette blev efterfulgt af en udtagelse til Danmarks U/20-landsholds træningskamp mod Portugal d. 28. marts 2011.
Den 12. august 2012 debuterede Nicklas Helenius på det danske A-landshold, da han blev indskiftet i pausen af venskabskampen mod Slovakiet i Odense.